# Broadgate Tower
Broadgate Tower är en skyskrapa i City of London i London, Storbritannien. Byggnaden, som är 164 meter och 35 våningar hög, stod färdig i början av 2009. Den ritades av Skidmore, Owings & Merrill och kostade 240 miljoner GBP. Forntida artefakter hittades under uppförandet vilket gjorde att bygget försköts i flera år.

## Historik
Utvecklaren för platsen var British Land. I februari 2005 lämnade Broadgate Plaza Ltd, ett dotterbolag till British Land, in en planeringsansökan till City of London för uppförande av två byggnader på 33 våningar och 13 våningar. Broadgate Tower, which was designed by Skidmore, Owings & Merrill and built by Bovis Lend Lease, was completed in 2008. Den byggdes samtidigt som den närliggande byggnaden, 201 Bishopsgate, och de två är åtskilda av ett täckt fotgängarområde.
Byggnaden användes i James Bond-filmen Skyfall för att representera en skyskrapa i Shanghai.

## Hyresgäster
Nuvarande (2023) hyresgäster är: 
- Coyle Personnel
- SOM
- Reed Smith
- Aldermore Bank
- Your World
- Itau Bank
- Hill Dickinson
- Itochu
- IWG plc|Regus
- William Blair
- Trading Hub
- Dickson Minto
- Tradetech Alpha
- Equiniti
- Gill Jennings & Every
- Ricoh

## Galleri
Bilder av byggnadens historik

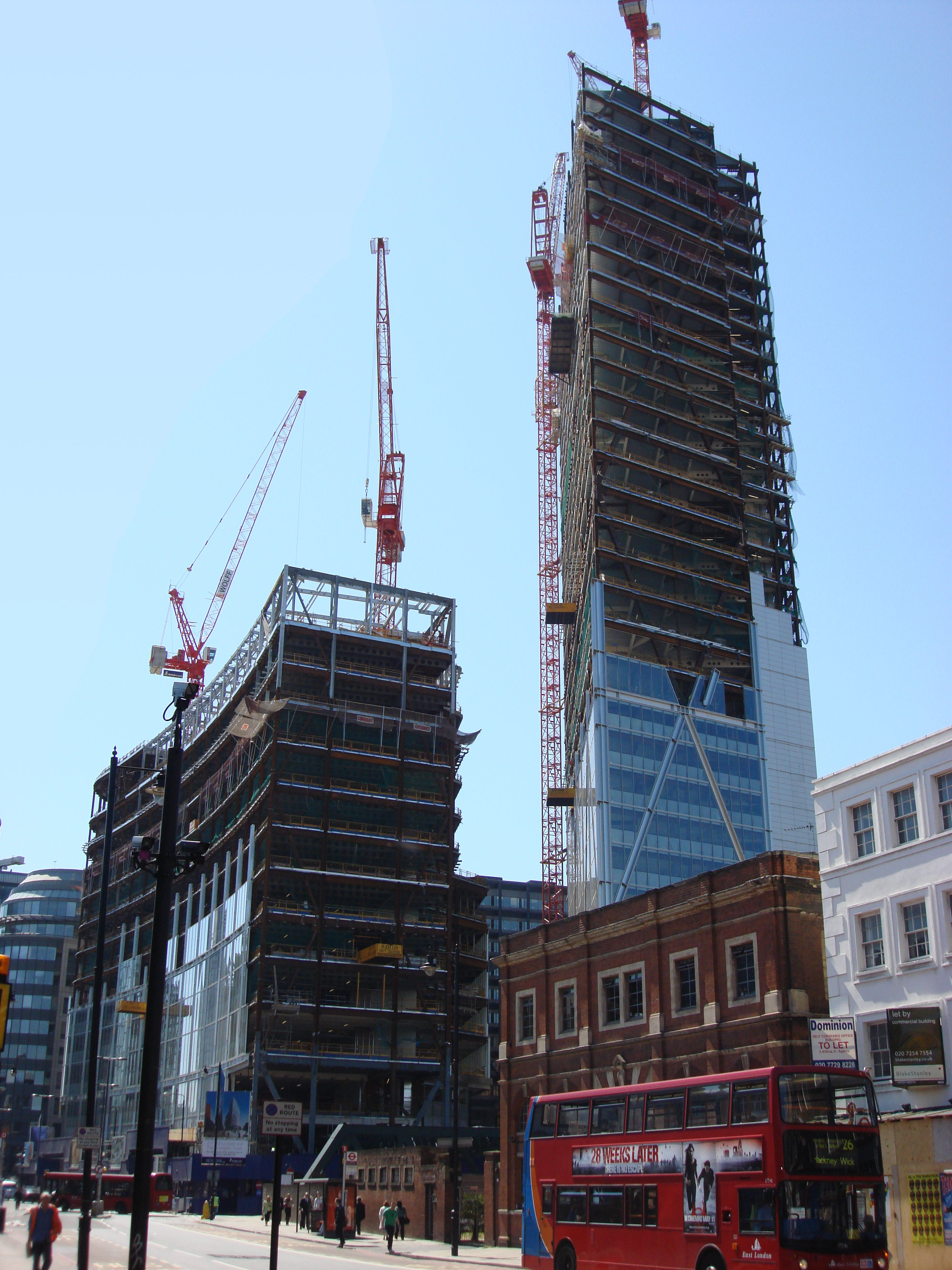
The Broadgate Tower under byggnad i början av 2007.
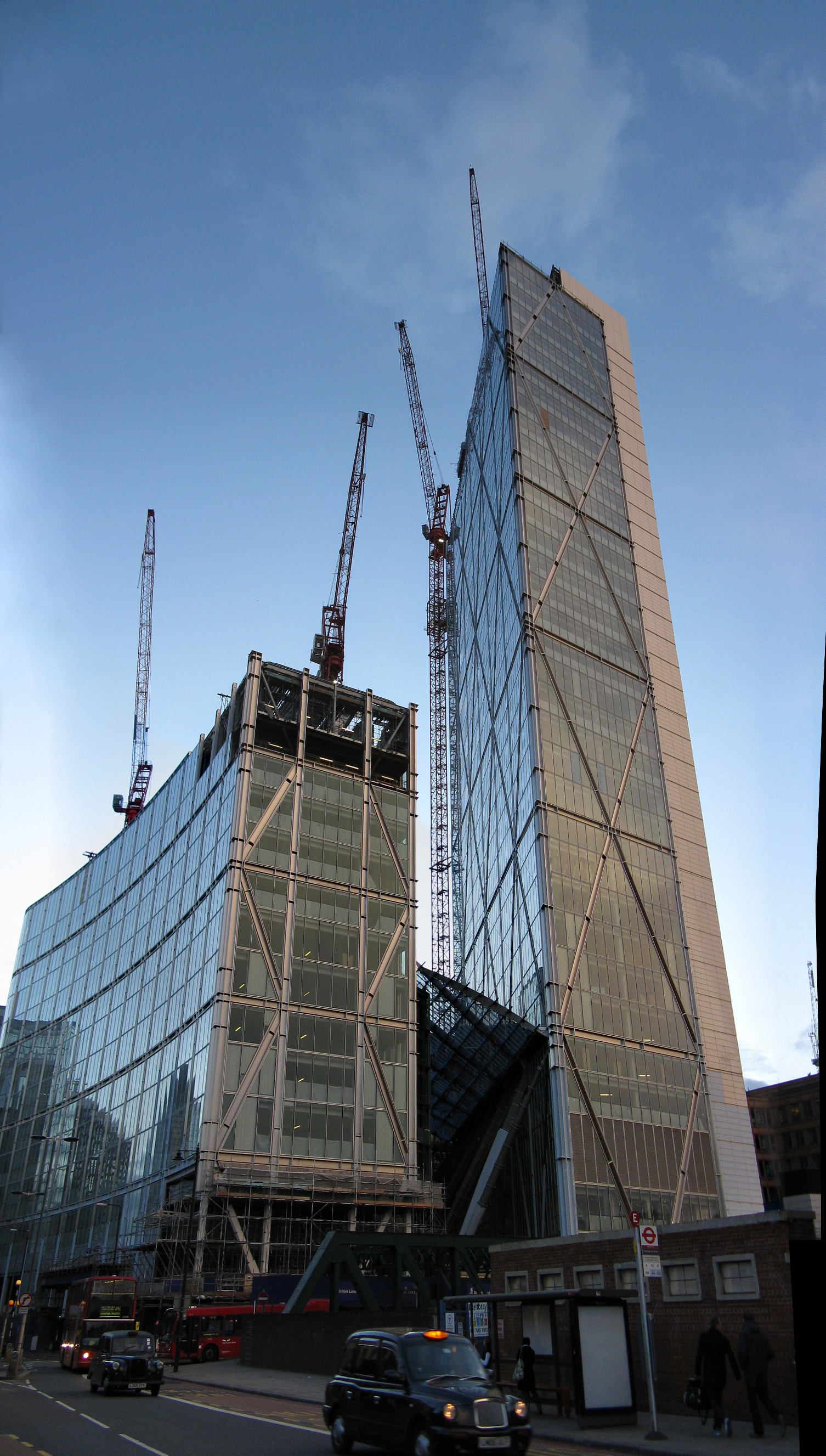
Broadgate Tower i december 2007
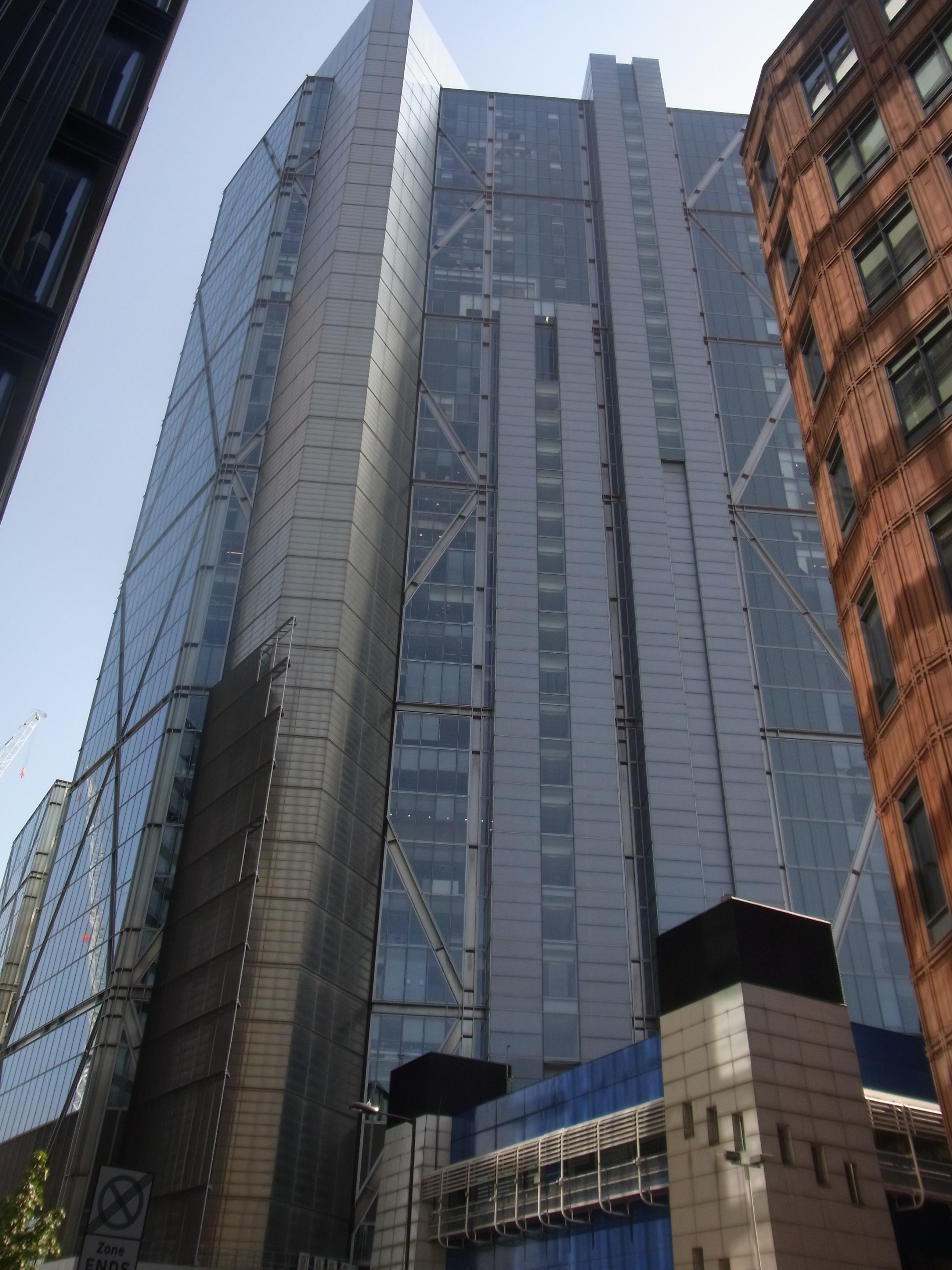
Broadgate Tower i september 2020
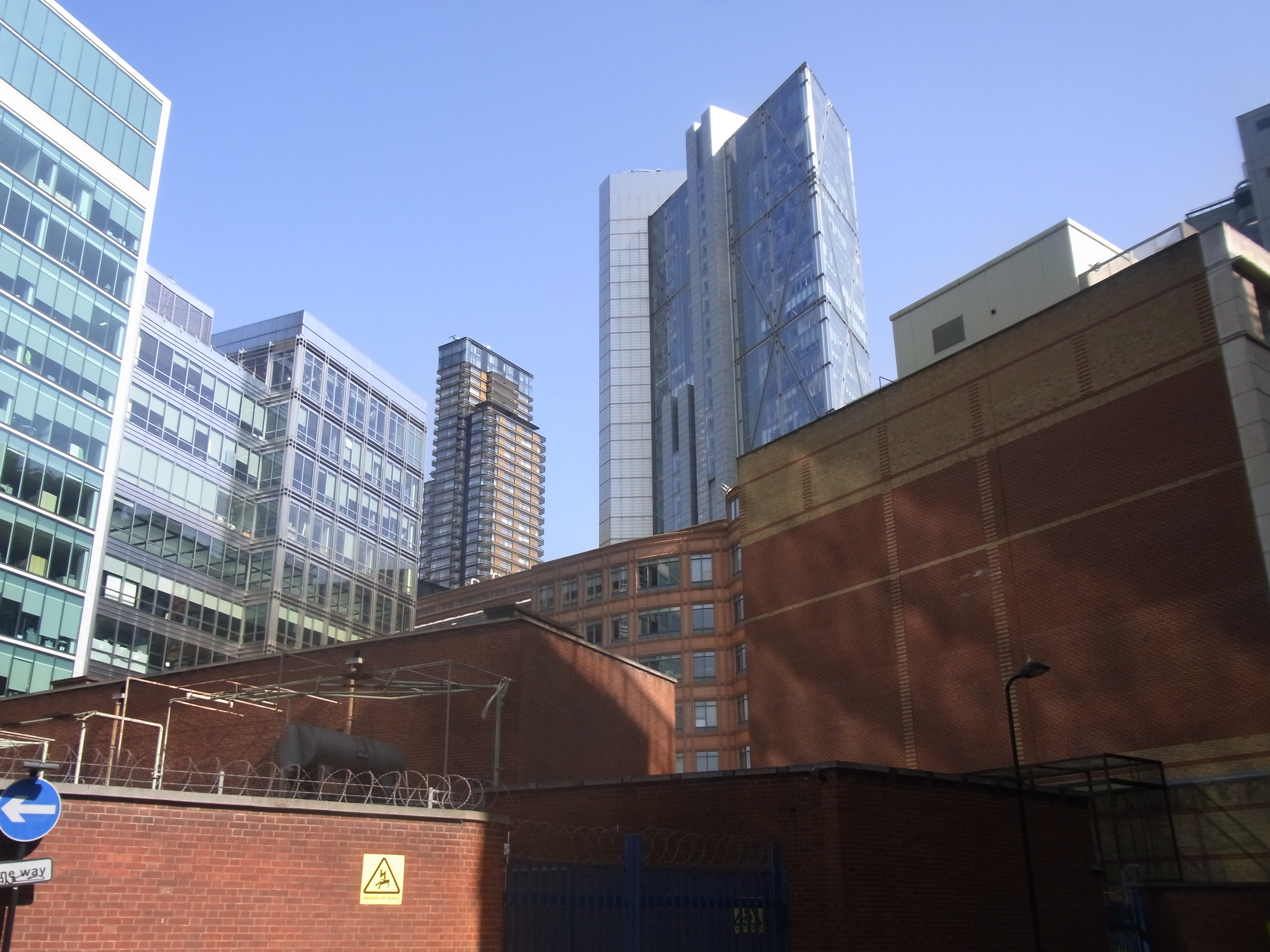
Broadgate Tower (till höger) vid sidan av Principal Tower i september 2020